# 永吉明日香
永吉 明日香（ながよし あすか、1991年9月21日 - ）は日本の女優。東京都出身。

## 来歴
- サンミュージックアカデミーに入校（2012年）。2021年12月、サンミュージックブレーンを退所[2]。フリーランスとして活動を継続。
- 「空飛び豚のカチューシャ」（2001年）にて初舞台。ストレイドッグ「心は孤独なアトム」（2005年）にて初主演。
- 2017年1月、稽古中に負傷し休養したことを機にランニングを始め、2018年4月、ハーフマラソンに初出場[3]。
- 映像作品に関してPFH Entertainmentと業務提携していた（2022年4月 - 2023年4月）[4]。

## 人物
- 趣味：マラソン、筋トレ
- 特技：器械体操、歌
- 愛称：ぽにょ、ながよぴ
- 尊敬する歌手：Whitney Houston[5]

## 出演

### 映画
- 「今日から俺は!!劇場版」（2020年7月、監督：福田雄一） - 永吉香織 役
- 「ナポレオンと私[6]」（2021年7月、監督：頃安祐良）

### 舞台
2012年
- エアースタジオ「君死にたまふことなかれ」B班（2012年3月28日 - 4月1日、東日本橋・アクアスタジオ）- あき 役
- エアースタジオ「東京ZOOM」A班（2012年5月15日 - 20日、両国AirStudio）　- 千里 役
- STRAYDOG「へなちょこヴィーナス」Bチーム（2012年9月12日 - 16日、中野・テアトルBONBON） - トモ子 役

2013年
- エアースタジオ「GO,JET!GO!GO! Vol.2 ～浮気なJETのパレットキャット～」Aチーム（2013年2月7日 - 11日、東日本橋アクアスタジオ） - 美月 役
- エアースタジオ「GO,JET!GO!GO! Vol.4 ～Last Dance For Me!Me!Meee!～」Bチーム（2013年6月6日 - 12日、東日本橋アクアスタジオ） - 美月 役
- エアースタジオ「GO,JET!GO!GO!vol.2 + PARADISE LIVE!」Bチーム（2013年8月9日 - 14日、東日本橋・アクアスタジオ） - 美月 役
- UDA☆MAP「アリゾナ☆侍☆ガールズ」（2013年8月29日 - 9月3日、池袋・シアターKASSAI） - ジャニュアリー・グミ 役
- エアースタジオ「GO,JET!GO!GO! Vol.5 ～涙のドライマティーニ ガールズにライバル出現！？～」Bチーム（2013年10月1日 - 7日、東日本橋・アクアスタジオ） - 美月 役
- エアースタジオ「GO,JET!GO!GO! Vol.7～そんなヒロシに騙されて～」Cチーム（2013年11月22日 - 12月2日、東日本橋・アクアスタジオ） - 美月 役
- アリスインプロジェクト「デジタルホムンクルス」（2013年12月18日 - 23日、池袋・シアターKASSAI） - グリード 役

2014年
- エアースタジオ「GO,JET!GO!GO! Vol.2 ～浮気なJETのパレットキャット～」Bチーム（2014年2月6日 - 12日、東日本橋・アクアスタジオ） - 美月 役
- 企画演劇集団ボクラ団義「ゴーストライターズ!!」（2014年2月28日 - 3月9日、新宿SPACE107） - 本郷まゆみ 役
- エアースタジオ「GO,JET!GO!GO! 10周年企画特別版」Bチーム（2014年3月28日 - 4月5日、東日本橋アクアスタジオ） - 美月 役
- エアースタジオ「PERDEATHCA.TV」（2014年4月11日 - 15日、東日本橋・アクアスタジオ）  - ASUKA 役
- アリスインプロジェクト「Copyright.」（2014年5月28日 - 6月1日、池袋・シアターKASSAI） - ペネロープ 役
- モーレツカンパニー「6月のパンティ」（2014年7月5日 - 7日、下北沢Geki地下リバティ） - 日替わりゲスト
- エアースタジオ「GO,JET!GO!GO! Vol.3 ～Mr.MOooon Light～」Dチーム（2014年7月19日 - 27日、東日本橋・アクアスタジオ） - 夏代 役
- エアースタジオ「PERDEATHCA.TV」（2014年8月2日 - 3日、東日本橋・アクアスタジオ） - ASUKA 役
- UDA☆MAP「新宿☆アタッカーズ」（2014年9月24日 - 28日、池袋・シアターKASSAI） - 美千留 役
- エアースタジオ「PERDEATHCA.TV」（2014年11月15日 - 16日、東日本橋・アクアスタジオ） - ASUKA 役
- 劇団6番シード「メイツ！－ブラウン管の向こうへ－」（2014年10月29日 - 11月9日、池袋・シアターKASSAI） - RED サクラ役
- アリスインプロジェクト「セブンフレンズ セブンミニッツ」（2014年12月17日 - 21日、新馬場・六行会ホール） - 持田千尋 役

2015年
- Tambourine STAGE「鬼切丸」（2015年1月21日 - 2月1日、あうるすぽっと）- 裕美・ゆきこ・ダンサー・苦しむ人々・傀儡の女達・水の精 役
- エアースタジオ「PERDEATHCA.TV」（2015年2月11日 - 14日、東日本橋アクアスタジオ） - ASUKA 役
- エアースタジオ「GO,JET!GO!GO! Vol.7～そんなヒロシに騙されて～」Aチーム（2015年3月12日 - 22日、東日本橋アクアスタジオ）  - 早紀 役
- アリスインプロジェクト「ヨルハ Ver.1.1」デルタ部隊（2015年5月23日 - 31日、新宿村LIVE） - アネモネ 役
- Tambourine STAGE「倫敦影奇譚シャーロックホームズ～銀髪の使者と七人の容疑者～」（2015年6月17日 - 21日、六行会ホール）　- ミルヴァートン 役
- 劇団空感演人「Juliet ジュリエット」A班（2015年7月1日 - 7日、両国AirStudio） - 主演 恵美 役
- UDA☆MAP「ガールズトーク☆アパートメント」2010Ver（2015年7月29日 - 8月9日、池袋・シアターKASSAI） -  主演 野々村恭子 役
- エアースタジオ「楽屋～流れ去るものはやがてなつかしき～」B班（2015年8月27日 - 31日、東日本橋アクアスタジオ）  - 女優C 役
- 「逆転裁判2 〜さらば、逆転〜」 - 天野由利恵 役
  - 東京公演（2015年10月31日 - 11月8日、六本木・俳優座劇場）
  - 大阪公演（2015年11月21日 - 23日、ABCホール）

- TEAM PERDEATHCA「～都電荒川線ツアーになかなか行けなくて申し訳ございません篇～」（2015年11月7日 - 8日、東日本橋・アクアスタジオ）
- エアースタジオ「GO,JET!GO!GO!Vol.6〜追憶のブルー・ジーン」B班（2015年12月12日 - 23日、東日本橋・アクアスタジオ） - ナッツ 役
- ADKアーツ『このニャかに人猫（じんびょう）がいるニャ』～舞台「のぶニャがの野望」トライアル公演～（2015年12月17日 - 20日、六本木・俳優座劇場） - ミャーゴ姫 役

2016年
- 劇団6番シード「メイツ!－ブラウン管の向こうへ－」（2016年1月27日 - 31日、新馬場・六行会ホール） - サクラ 役
- エアースタジオ「GO,JET!GO!GO!Vol.9〜ラストメモリーは突然に〜」（2016年2月11日 - 23日、東日本橋・アクアスタジオ） - ナッツ 役
- ASSH「サイコメ;ステージ」（2016年3月2日 - 6日、新宿村LIVE） - 五十嵐舞那 役
- GRASP「龍狼伝 第二章」（2016年4月6日 - 10日、シアター1010） - 仁姫 役
- ダックスプロダクション「実は私は」（2016年5月11日 - 15日、新宿村LIVE） - 朱美みかん 役
- Office54「23区女子」（2016年5月27日 - 30日、座・高円寺2） - 文京区 役
- KENプロデュース「海冥の城 白の姫君」（2016年6月10日 - 11日、北沢タウンホール） - ハク 役
- シズ☆ゲキ「ストライド」（2016年7月6日 - 10日、築地・ブティストホール） - 高木有紀 役
- ADKアーツ「ねこ軍議〜飼い猫はどいつニャ?」（2016年8月6日 - 7日、新大久保・R'sアートコート） - ミャーゴ姫 役
- アリスインプロジェクト「アリスインデッドリースクール PARADOX」（2016年8月11日 - 21日、池袋・シアターKASSAI） - 辻井水貴 役
- バンタムクラスステージ「THE SHORT CUTs SEVEN」（2016年9月10日 - 19日、高円寺・アトリエファンファーレ）
  - B1「ホーンテッド・ガール」 - 主演 エレン 役
  - C2「マリッジ・ディープ・ブルー 改訂版」 - スーリ 役

- アリスインプロジェクト「魔銃ドナークロニクル」（2016年9月28日 - 10月2日、六行会ホール） - セイラ 役
- 劇団6番シード「テンリロ☆インディアン」（2016年10月26日 - 11月1日、池袋・シアターKASSAI） - 伊藤優未 役
- LIVEDOG「鬼斬- the Powerful Performance -」（2016年11月23日 - 27日、新宿・シアターサンモール） - キスケ 役
- オッドエンタテイメント「君死ニタマフ事ナカレ 零」（2016年12月21日 - 25日、新宿村LIVE） - ハジゾメ 役

2017年
- ASSH「鬼切丸伝〜源平鬼絵巻〜」（2017年1月18日 - 22日、六行会ホール） - 青鬼丸 役
- アリスインプロジェクト「アリスインデッドリースクール ノクターン」（2017年10月4日 - 9日、新宿村LIVE） - 辻井水貴 役
- LIVEDOG「鬼斬ZERO」（2017年11月22日 - 26日、新宿・シアターサンモール） - 天邪鬼 役

2018年
- RINCO「リミット・オブ・タイムラグ」（2018年10月5日 - 14日、CBGKシブゲキ!!）
- 劇団6番シード「劇作家と小説家とシナリオライター」Bチーム（2018年11月30日 - 12月8日、池袋・シアターKASSAI） - 私 役

2019年
- LIVEDOG「013 ゼロイチサン」TeamGIRL（2019年9月22日 - 28日、新宿村LIVE） - 主演 ティア(101番) 役

2020年
- 演劇企画 heart more need「Liar3＋1 ライアースリー・プラスワン」Bチーム（2020年3月18日 - 22日、阿佐ヶ谷アルシェ） - B嬢
- UDA☆MAP「新宿☆アタッカーズseason3～孤島の洋館連続殺人事件～」（2020年9月30日 - 10月4日、池袋・シアターグリーンBIGTREE THEATER） - 貴蘭 役

2021年
- Girls feather「サンサーラ式葬送入門-普賢篇-」Aチーム（2021年2月4日 - 14日、池袋・シアターKASSAI） - ミケ 役
- カガミ想馬プロデュース『熱海殺人事件〜4作品同時公演〜』「ザ・ロンゲスト・スプリング」（2021年4月7日 - 18日、新三河島・キーノートシアター） - 水野朋子 役
- feather stage「THE END OF通勤急行大爆破」Aチーム（2021年5月29日 - 6月6日、池袋・シアターKASSAI） - 渥美清子 役
- 演劇企画 heart more need『ふたりカオス』「ラストゴング」（2021年7月21日 - 25日、ステージカフェ下北沢亭） - 伊草 役
- バンタムクラスステージ「エレモア・ムーブ」（2021年10月22日 - 31日、花まる学習会王子小劇場） - ダニエラ・ピスカトレ 役

2022年
- 合同会社AIP『トリップ・オン・アンダーグラウンド』「居酒屋タイムスリップ」（2022年4月6日 - 10日、池袋・シアターKASSAI） - 主演 外資系OL 役
- オフィスBJ『丸山正吾と五人の女優』「別れるとか、別れないとか、そうゆうことじゃなくて、一緒には居れない。」（2022年6月1日 - 5日、池袋・シアターKASSAI） - まさみ 役
- 演劇企画 heart more need「かつてサジェを悩ませた幾つかの難題」（2022年7月6日 - 10日、池袋・シアターKASSAI） - 佐原郁子/則本ふみ子 2役
- TKmeets「太陽にホエール」（2022年7月27日 - 31日、ステージカフェ下北沢亭）
- 演劇ユニット ピンクアメーバ『Pink Amoeba LIVE Vol.4』朗読劇「diary」（2022年12月2日、高円寺・タブラオエスペランサ） - 未来 役

2023年
- TKmeets「TKmeets2 リーディングライブ!!」（2023年3月31日、ステージカフェ下北沢亭）
- Peachboys「立ちバック・トゥ・ザ・ティーチャー～ぼくたちの失敗～」（2023年4月19日 - 23日、中野・ザ・ポケット）

2024年
- Peachboys「ピーチボーイズ〜新性器エヴァンと下痢男〜」（2024年4月28日 - 29日、下北沢・シアター711） - 日替りゲスト

### ネット配信
- 演劇企画 heart more need「薄い窓[42]」（2020年5月29日 - 31日、zoom） - 山羊沢 役

### テレビ
- ドラマ8「キャットストリート」第5話（2008年9月、NHK）
- 『塔馬教授の天才推理』第1作「隠岐島の黄金伝説殺人事件」（2012年6月、フジテレビ）
- 「今日から俺は!!」（2018年10月 - 12月、日本テレビ） - 永吉香織 役
  - 「今日から俺は!!スペシャル」（2020年7月、日本テレビ）
- 「博多弁の女の子はかわいいと思いませんか?[43]」（2019年7月、福岡放送）
- 『報道スクープSP 激動! 世紀の大事件7』「旅客機背面飛行事件」（2020年1月、フジテレビ）
- バツイチがモテるなんて聞いてません（2023年2月24日 -、毎日放送） -  北畠みちる 役[44]